# Crónica de los príncipes de Asturias y Cantabria
Crónica de los príncipes de Asturias y Cantabria es una crónica escrita por el español Francisco de Sota en 1681, donde se enaltece a Cantabria y a Asturias con leyendas y sin una investigación rigurosa, mezclando los linajes solariegos con invenciones, y donde se defiende que los nobles de las Asturias de Santillana eran soberanos de sus estados, ya que su poder es anterior a los reyes de Castilla.